# Erckmann-Chatrian

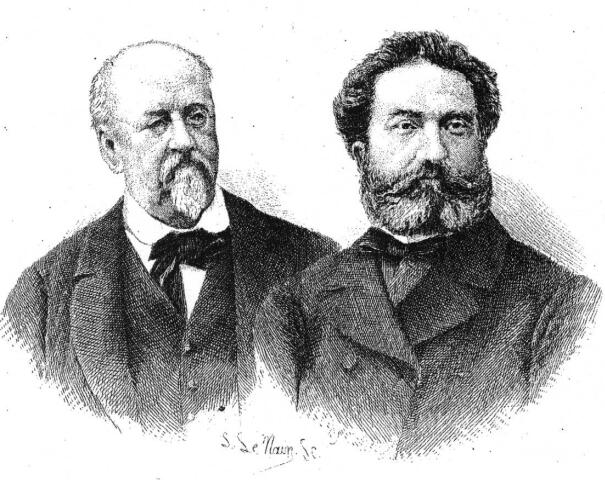
Duet Erckmanna i Chatrian

Erckmann-Chatrian (także Chatrian) – nazwisko, pod którym publikowali swe popularne powieści dwaj pisarze francuscy Émile Erckmann (1822-1899) oraz Alexandre Chatrian (1827-1890).